# 665
Cette page concerne l'année 665  du calendrier julien. Pour l'année 665 av. J.-C., voir 665 av. J.-C. Pour le nombre 665, voir 665 (nombre).
Pour la série télévisée, voir 66-5.
L'année 665 est une année commune qui commence un mercredi.

## Événements
- Expansion tibétaine au Turkestan et au Qinghai[1].
- Révolte des Turcs occidentaux contre leurs khans désignés par l'empire Chinois des Tang[2].
- Ziyad,réconcilié avec Mu'awiyya, devient gouverneur d’Irak à Basra[3]. Il rétablit l'ordre dans la ville, notamment en interdisant les tavernes[4].
- Un contingent de 5000 Slaves d’Asie mineure est recruté par les Byzantins contre les Arabes[5]. Ils passent dans l'autre camp et sont installés en Syrie aux environs d'Apamée[6].

## Décès en 665
- 16 avril : Fructuoso de Braga, évêque de Braga[7].